# Хворостове (платформа)
Хворостове́ — пасажирський зупинний пункт Сумської дирекції Південної залізниці Полтавського напрямку між станцією Люботин-Західний (12,1 км) та зупинним пунктом Рогівка (2,1 км). Розташований в селі Хворостове Богодухівського району Харківської області.

## Пасажирське сполучення
На Платформі Хворостове зупиняються приміські поїзди напрямку Гребінка — Полтава — Огульці.